# 오일러-매클로린 공식
수학에서 오일러-매클로린 공식(Euler–Maclaurin formula)은 어떤 적분 값과 이와 밀접하게 관련된 합 사이의 차이에 대한 공식이다. 이 공식은 유한 합으로 적분을 근사화하거나 반대로 적분과 미적분학 방법을 사용하여 유한 합이나 무한 급수를 평가하는 데 사용할 수 있다. 예를 들어, 이 공식으로부터 다수의 점근적 확장식이 파생되고, 거듭제곱의 합에 대한 파울하버(Johann Faulhaber)의 공식은 이로부터 곧바로 유도된다.
이 공식은 1735년경 레온하르트 오일러와 콜린 매클로린에 의해 독립적으로 발견되었다. 오일러는 천천히 수렴하는 무한급수를 계산하는 데 이 식이 필요했고 매클로린은 적분을 계산하는 데 이 식을 사용했다. 나중에 다르부(Darboux)의 공식으로 일반화되었다.

## 공식
만일 m 과 n 이 자연수 이고 f(x) 가 구간 [m,n] 에서 실수 x 에 대한 실수 또는 복소수 값 연속 함수 인 경우에 적분식{\displaystyle I=\int _{m}^{n}f(x)\,dx}는 아래의 합계로 근사할 수 있고, 그 역도 가능하다.{\displaystyle S=f(m+1)+\cdots +f(n-1)+f(n)}( 사각형 방법 참조).
오일러-매클로린 공식은 구간의 끝점, 즉 x = m 및 x = n 에서 평가된 더 높은 도함수 f (k)(x) 값을 이용하여 합과 적분 값의 차이에 대한 식을 제공한다.
구체적으로, 양의 정수 p 와 [m,n] 구간에서 p 번 연속적으로 미분 할 수 있는 함수 f(x) 에 대해 우리는 다음 식,{\displaystyle S-I=\sum _{k=1}^{p}{{\frac {B_{k}}{k!}}\left(f^{(k-1)}(n)-f^{(k-1)}(m)\right)}+R_{p},}을 갖는데, 여기서 Bk 는 k번째 베르누이 수 (with B1 = ⁠1/2⁠이고, Rp 는 차이값으로 n, m, p, 및 f에 의돈하고 적당한  p에 대하여 작은 값이다.
이 공식은 종종 짝수의 하첨자만을 취하면서 기술하는데, 이는 B1 을 제외하고 홀수 베르누이 수가 0이기 때문이다.  이 경우에 식은,{\displaystyle \sum _{i=m}^{n}f(i)=\int _{m}^{n}f(x)\,dx+{\frac {f(n)+f(m)}{2}}+\sum _{k=1}^{\left\lfloor {\frac {p}{2}}\right\rfloor }{\frac {B_{2k}}{(2k)!}}\left(f^{(2k-1)}(n)-f^{(2k-1)}(m)\right)+R_{p},}가 되고, 달리 표현하면,{\displaystyle \sum _{i=m+1}^{n}f(i)=\int _{m}^{n}f(x)\,dx+{\frac {f(n)-f(m)}{2}}+\sum _{k=1}^{\left\lfloor {\frac {p}{2}}\right\rfloor }{\frac {B_{2k}}{(2k)!}}\left(f^{(2k-1)}(n)-f^{(2k-1)}(m)\right)+R_{p}}가 된다.

### 나머지 항
일반적으로 적분값이 합산값과 정확하게 같지 않기 때문에 나머지 항이 발생한다. 이 공식은 r = m, m + 1, …, n − 1 대해 연속적인 구간 [r, r + 1] 에 대하여 부분적분을 반복적으로 적용하여 유도할 수 있다. 이러한 적분의 경계 항은 공식의 주요 항으로 유도되고 잔류 적분은 나머지 항을 형성한다.
나머지 항은 주기화된 베르누이 함수 Pk(x) 로 정확하게 표현된다. 베르누이 다항식은 B0(x) = 1 에 의해 재귀적으로 정의될 수 있고, k ≥ 1 인 경우 아래와 같이 된다.{\displaystyle {\begin{aligned}B_{k}'(x)&=kB_{k-1}(x),\\\int _{0}^{1}B_{k}(x)\,dx&=0.\end{aligned}}}주기화된 베르누이 함수는 다음 식,{\displaystyle P_{k}(x)=B_{k}{\bigl (}x-\lfloor x\rfloor {\bigr )}}으로 정의되는데, 여기서 ⌊x⌋ 는 x보다 작거나 같은 가장 큰 정수를 나타내므로 x − ⌊x⌋ 는 항상 구간 [0,1) 에 있다.
이 표기법에서 나머지 항 Rp 는 다음과 같다.{\displaystyle R_{p}=(-1)^{p+1}\int _{m}^{n}f^{(p)}(x){\frac {P_{p}(x)}{p!}}\,dx.}이 식은 k > 0 일 때 다음 식,{\displaystyle {\bigl |}B_{k}(x){\bigr |}\leq {\frac {2\cdot k!}{(2\pi )^{k}}}\zeta (k),}으로 표기될 수 있는데, 여기서 ζ 는 리만 제타 함수를 나타낸다. 이 부등식을 증명하는 한 가지 방법은 다항식 Bk(x) 에 대한 푸리에 급수를 얻는 것이다. 한계값은  x 가 0일 때 짝수 k 에 대하여 달성된다. ζ(k) 항은 홀수 k 에 대해 생략될 수 있지만 이 경우 증명은 더 복잡하다(레머 참조). 이 부등식을 사용하여 나머지 항의 크기는 다음과 같이 추정할 수 있다.{\displaystyle \left|R_{p}\right|\leq {\frac {2\zeta (p)}{(2\pi )^{p}}}\int _{m}^{n}\left|f^{(p)}(x)\right|\,dx.}

### 저 차수 사례
B1 부터 B7 까지의 베르누이 수는,  ⁠1/2⁠, ⁠1/6⁠, 0, −⁠1/30⁠, 0, ⁠1/42⁠, 0이다. 따라서, 오일러-매클로린 공식의 저 차수 값은 아래와 같이 된다.{\displaystyle {\begin{aligned}\sum _{i=m}^{n}f(i)-\int _{m}^{n}f(x)\,dx&={\frac {f(m)+f(n)}{2}}+\int _{m}^{n}f'(x)P_{1}(x)\,dx\\&={\frac {f(m)+f(n)}{2}}+{\frac {1}{6}}{\frac {f'(n)-f'(m)}{2!}}-\int _{m}^{n}f''(x){\frac {P_{2}(x)}{2!}}\,dx\\&={\frac {f(m)+f(n)}{2}}+{\frac {1}{6}}{\frac {f'(n)-f'(m)}{2!}}+\int _{m}^{n}f'''(x){\frac {P_{3}(x)}{3!}}\,dx\\&={\frac {f(m)+f(n)}{2}}+{\frac {1}{6}}{\frac {f'(n)-f'(m)}{2!}}-{\frac {1}{30}}{\frac {f'''(n)-f'''(m)}{4!}}-\int _{m}^{n}f^{(4)}(x){\frac {P_{4}(x)}{4!}}\,dx\\&={\frac {f(m)+f(n)}{2}}+{\frac {1}{6}}{\frac {f'(n)-f'(m)}{2!}}-{\frac {1}{30}}{\frac {f'''(n)-f'''(m)}{4!}}+\int _{m}^{n}f^{(5)}(x){\frac {P_{5}(x)}{5!}}\,dx\\&={\frac {f(m)+f(n)}{2}}+{\frac {1}{6}}{\frac {f'(n)-f'(m)}{2!}}-{\frac {1}{30}}{\frac {f'''(n)-f'''(m)}{4!}}+{\frac {1}{42}}{\frac {f^{(5)}(n)-f^{(5)}(m)}{6!}}-\int _{m}^{n}f^{(6)}(x){\frac {P_{6}(x)}{6!}}\,dx\\&={\frac {f(m)+f(n)}{2}}+{\frac {1}{6}}{\frac {f'(n)-f'(m)}{2!}}-{\frac {1}{30}}{\frac {f'''(n)-f'''(m)}{4!}}+{\frac {1}{42}}{\frac {f^{(5)}(n)-f^{(5)}(m)}{6!}}+\int _{m}^{n}f^{(7)}(x){\frac {P_{7}(x)}{7!}}\,dx.\end{aligned}}}

## 응용

### 바젤 문제
Basel 문제는 아래 합을 결정하는 것이다.{\displaystyle 1+{\frac {1}{4}}+{\frac {1}{9}}+{\frac {1}{16}}+{\frac {1}{25}}+\cdots =\sum _{n=1}^{\infty }{\frac {1}{n^{2}}}.}오일러는 1735년에 오일러-매클로린 공식의 겨우 몇개의 항을 계산하여 소수점 이하 20자리까지 계산하였다. 아마도 오일러는 이로써 이 값이 ⁠π2/6⁠과 같을 것으로 확신하였고, 같은 해에 이를 증명하였다.

### 다항식을 포함하는 합계
만일 f 가 다항식이고 p 가 충분히 크면 나머지 항이 사라진다. 예를 들어 f(x) = x3 이면 p = 2 를 선택하여 단순화 후 다음을 얻을 수 있다.{\displaystyle \sum _{i=0}^{n}i^{3}=\left({\frac {n(n+1)}{2}}\right)^{2}.}

### 적분의 근사
이식에 의하면 정적분을 근사하는 수단이 제공된다.  이제 a < b 를 적분 구간의 끝점이라고 한다. 근사에서 사용하는 점의 숫자인 N 으로 고정하고, 이에 따른 스텝의 크기를 h = ⁠b − a/N − 1⁠h = ⁠b − a/N − 1⁠ 으로 표기한다.  xi = a + (i − 1)h 으로 고정하면, x1 = a 및 xN = b이 된다.  그렇다면 아래식으로 된다.{\displaystyle {\begin{aligned}I&=\int _{a}^{b}f(x)\,dx\\&\sim h\left({\frac {f(x_{1})}{2}}+f(x_{2})+\cdots +f(x_{N-1})+{\frac {f(x_{N})}{2}}\right)+{\frac {h^{2}}{12}}{\bigl [}f'(x_{1})-f'(x_{N}){\bigr ]}-{\frac {h^{4}}{720}}{\bigl [}f'''(x_{1})-f'''(x_{N}){\bigr ]}+\cdots \end{aligned}}}이것은 수정 항을 포함하여 사다리꼴 공식을 확장하는 것으로 볼 수 있다. 이 점근적 확장은 일반적으로 수렴하지 않는다. 즉  f 와 h 에 따라 일부 p 가 있으므로 과거 순서 p 가 빠르게 증가한다. 따라서 나머지 항은 일반적으로 세심한 주의가 필요하다.
오일러-매클로린 공식은 수치 직교에서 상세한 오차 분석에도 사용된다. 이 식은 완만한 주기 함수에 대한 사다리꼴 규칙의 우수한 성능을 설명하고 특정한 외삽 방법에 사용된다. Clenshaw-Curtis 구적법 은 (특정한 경우 오일러-매클로린 공식은 이산 코사인 변환의 형태를 취한다는 점에서) 본질적으로 오일러-매클로린 접근법이 매우 정확하게 되는 주기 함수의 적분 항으로 임의의 적분을 캐스팅하기 위하여 변수를 변경한 것이다. 이 기법은 주기화 변환으로 알려져 있다.

### 합의 점근적 확장
합과 급수의 점근 전개를 계산하는 경우에 일반적으로 오일러-맥클로린 공식의 가장 유용한 형식은 다음과 같다.{\displaystyle \sum _{n=a}^{b}f(n)\sim \int _{a}^{b}f(x)\,dx+{\frac {f(b)+f(a)}{2}}+\sum _{k=1}^{\infty }\,{\frac {B_{2k}}{(2k)!}}\left(f^{(2k-1)}(b)-f^{(2k-1)}(a)\right),}여기서 a 와 b 는 정수이다. 이 확장은 극한 a → −∞ 또는 b → +∞ 또는 둘 모두를 취한 후에도 종종 유효하다. 많은 경우에 우변의 적분은, 비록 좌변의 합은 할 수 없지만, 기본 함수의 항의 닫힌 형식 으로 평가할 수 있다. 그러면 점근적 급수의 모든 항은 기본 함수로 표현될 수 있다.
예를 들어,{\displaystyle \sum _{k=0}^{\infty }{\frac {1}{(z+k)^{2}}}\sim \underbrace {\int _{0}^{\infty }{\frac {1}{(z+k)^{2}}}\,dk} _{={\dfrac {1}{z}}}+{\frac {1}{2z^{2}}}+\sum _{t=1}^{\infty }{\frac {B_{2t}}{z^{2t+1}}}}
와 같이 될 수 있다.
여기서 좌변은 ψ(1)(z), 즉 다음과 같이 정의된 1차 폴리감마 함수,
{\displaystyle \psi ^{(1)}(z)={\frac {d^{2}}{dz^{2}}}\log \Gamma (z)}
와 같다.

감마 함수 Γ(z) 는 (z − 1)! z 가 양의 정수일 때. 그 결과 ψ(1)(z) 에 대한 점근적 확장이 발생한다. 반대로 이 확장은 스털링의 계승 함수 근사에 대한 정확한 오차 추정치의 도출 중 하나를 위한 시작점 역할을 한다.

#### 예
만일 s 가 1보다 큰 정수이면 아래 식이 된다.{\displaystyle \sum _{k=1}^{n}{\frac {1}{k^{s}}}\approx {\frac {1}{s-1}}+{\frac {1}{2}}-{\frac {1}{(s-1)n^{s-1}}}+{\frac {1}{2n^{s}}}+\sum _{i=1}{\frac {B_{2i}}{(2i)!}}\left[{\frac {(s+2i-2)!}{(s-1)!}}-{\frac {(s+2i-2)!}{(s-1)!n^{s+2i-1}}}\right].}상수를 리만 제타 함수의 값으로 수집하면 아래의 점근 전개를 작성할 수 있다.{\displaystyle \sum _{k=1}^{n}{\frac {1}{k^{s}}}\sim \zeta (s)-{\frac {1}{(s-1)n^{s-1}}}+{\frac {1}{2n^{s}}}-\sum _{i=1}{\frac {B_{2i}}{(2i)!}}{\frac {(s+2i-2)!}{(s-1)!n^{s+2i-1}}}.}여기서 s 가 2인 경우 이는 다음과 같이 단순화된다.{\displaystyle \sum _{k=1}^{n}{\frac {1}{k^{2}}}\sim \zeta (2)-{\frac {1}{n}}+{\frac {1}{2n^{2}}}-\sum _{i=1}{\frac {B_{2i}}{n^{2i+1}}},}즉,{\displaystyle \sum _{k=1}^{n}{\frac {1}{k^{2}}}\sim {\frac {\pi ^{2}}{6}}-{\frac {1}{n}}+{\frac {1}{2n^{2}}}-{\frac {1}{6n^{3}}}+{\frac {1}{30n^{5}}}-{\frac {1}{42n^{7}}}+\cdots .}여기서 s = 1 일 때 해당 기술은 고조파 수에 대해 점근적 확장을 제공한다.{\displaystyle \sum _{k=1}^{n}{\frac {1}{k}}\sim \gamma +\log n+{\frac {1}{2n}}-\sum _{k=1}^{\infty }{\frac {B_{2k}}{2kn^{2k}}},}여기서 γ ≈ 0.5772... 는 오일러-마스케로니 상수이다.

## 증명

### 수학적 귀납법에 의한 유도
우리는 Apostol에서 주어진 주장을 요약한다.
위에서 n = 0, 1, 2, ... 에 대한 베르누이 다항식 Bn(x) 및 주기적 베르누이 함수 Pn(x) 가 소개되었다.
처음 몇 개의 Bernoulli 다항식은 다음과 같다.{\displaystyle {\begin{aligned}B_{0}(x)&=1,\\B_{1}(x)&=x-{\tfrac {1}{2}},\\B_{2}(x)&=x^{2}-x+{\tfrac {1}{6}},\\B_{3}(x)&=x^{3}-{\tfrac {3}{2}}x^{2}+{\tfrac {1}{2}}x,\\B_{4}(x)&=x^{4}-2x^{3}+x^{2}-{\tfrac {1}{30}},\\&\,\,\,\vdots \end{aligned}}}Bn(1) 값은 베르누이 수 Bn이다. 특히 n ≠ 1 경우{\displaystyle B_{n}=B_{n}(1)=B_{n}(0),}되고, 그리고 n = 1 인 경우,{\displaystyle B_{1}=B_{1}(1)=-B_{1}(0).}이 됨을 유의하라.
함수 Pn 은 간격 [0, 1]에서 베르누리 다항식과 일치하고 주기 1로 주기적이다. 또한 n = 1 인 경우를 제외하고는 연속적이다. 따라서,{\displaystyle P_{n}(0)=P_{n}(1)=B_{n}\quad {\text{for }}n\neq 1.}k 를 정수로 두고 아래 적분,{\displaystyle \int _{k}^{k+1}f(x)\,dx=\int _{k}^{k+1}u\,dv,}여기서{\displaystyle {\begin{aligned}u&=f(x),\\du&=f'(x)\,dx,\\dv&=P_{0}(x)\,dx&{\text{since }}P_{0}(x)&=1,\\v&=P_{1}(x).\end{aligned}}}인 적분을 고려하자.
이 식은 부분 적분에 의하면 아래 식이 된다.{\displaystyle {\begin{aligned}\int _{k}^{k+1}f(x)\,dx&={\bigl [}uv{\bigr ]}_{k}^{k+1}-\int _{k}^{k+1}v\,du\\&={\bigl [}f(x)P_{1}(x){\bigr ]}_{k}^{k+1}-\int _{k}^{k+1}f'(x)P_{1}(x)\,dx\\&=B_{1}(1)f(k+1)-B_{1}(0)f(k)-\int _{k}^{k+1}f'(x)P_{1}(x)\,dx.\end{aligned}}}B1(0) = −⁠1/2⁠B1(0) = −⁠1/2⁠, B1(1) = ⁠1/2⁠B1(1) = ⁠1/2⁠, 를 이용하고, 위 식을 k = 0 부터 k = n − 1까지 더하면, 위식은 아래와 같이 된다.{\displaystyle {\begin{aligned}\int _{0}^{n}f(x)\,dx&=\int _{0}^{1}f(x)\,dx+\cdots +\int _{n-1}^{n}f(x)\,dx\\&={\frac {f(0)}{2}}+f(1)+\dotsb +f(n-1)+{\frac {f(n)}{2}}-\int _{0}^{n}f'(x)P_{1}(x)\,dx.\end{aligned}}}양변에 ⁠f(n) − f(0)/2⁠ 을 더하고 항을 정리하면, 위 식은 아래와 같이 된다.{\displaystyle \sum _{k=1}^{n}f(k)=\int _{0}^{n}f(x)\,dx+{\frac {f(n)-f(0)}{2}}+\int _{0}^{n}f'(x)P_{1}(x)\,dx.}이것은 합산 공식에서  p = 1 경우이다. 유도를 계속하기 위해 오차 항에 부분적분을 아래와 같이 적용한다.{\displaystyle \int _{k}^{k+1}f'(x)P_{1}(x)\,dx=\int _{k}^{k+1}u\,dv,}여기서, {\displaystyle {\begin{aligned}u&=f'(x),\\du&=f''(x)\,dx,\\dv&=P_{1}(x)\,dx,\\v&={\tfrac {1}{2}}P_{2}(x).\end{aligned}}}이다.
부분적분의 결과는 {\displaystyle {\begin{aligned}{\bigl [}uv{\bigr ]}_{k}^{k+1}-\int _{k}^{k+1}v\,du&=\left[{\frac {f'(x)P_{2}(x)}{2}}\right]_{k}^{k+1}-{\frac {1}{2}}\int _{k}^{k+1}f''(x)P_{2}(x)\,dx\\&={\frac {B_{2}}{2}}(f'(k+1)-f'(k))-{\frac {1}{2}}\int _{k}^{k+1}f''(x)P_{2}(x)\,dx.\end{aligned}}}이다.
k = 0 에서 k = n − 1 까지 합산하고 이를 하위 오차 항으로 대체하면 공식에서 p = 2 경우가 된다.{\displaystyle \sum _{k=1}^{n}f(k)=\int _{0}^{n}f(x)\,dx+{\frac {f(n)+f(0)}{2}}+{\frac {B_{2}}{2}}{\bigl (}f'(n)-f'(0){\bigr )}-{\frac {1}{2}}\int _{0}^{n}f''(x)P_{2}(x)\,dx.}이러한 절차는 반복적으로 수행될 수 있다. 이러한 방식으로 수학적 귀납법에 의해 공식화 될 수 있는 오일러-맥클로린 합산 공식의 증명을 얻는다. 여기서 귀납법의 각 단계는 부분적분과 주기적인 베르누이 함수에 대한 항등식에 의존한다.

## 같이 보기
- Cesàro 합계
- 오일러 합계
- 가우스-크론로드 직교 공식
- Darboux의 공식
- 오일러–부울 합계

## 추가 자료
- Gould, H. W.; Squire, William (1963). “Maclaurin's second formula and its generalization”. 《Amer. Math. Monthly》 70 (1): 44–52. doi:10.2307/2312783. JSTOR 2312783. MR 0146551.
- Gourdon, Xavier; Sebah, Pascal (2002). “Introduction on Bernoulli's numbers”.
- Martensen, Erich (2005). “On the generalized Euler-Maclaurin formula”. 《Z. Angew. Math. Mech.》 85 (12): 858–863. Bibcode:2005ZaMM...85..858M. doi:10.1002/zamm.200410217. MR 2184846.
- Montgomery, Hugh L.; Vaughan, Robert C. (2007). 《Multiplicative number theory I. Classical theory》. Cambridge tracts in advanced mathematics 97. 495–519쪽. ISBN 978-0-521-84903-6.